# Thouars
Thouars és un municipi francès del departament de Deux-Sèvres situat a la regió de la Nova Aquitània.

## Geografia
La ciutat de Thouars es troba al nord del departament de Deux-Sèvres, es troba sobre un altiplà que domina el Thouet (riu que és afluent del Loire. Està a prop (30/35 km) de Bressuire, Parthenay, Saumur i Loudun. Thouars està a uns 50 minuts (per carretera) de les grans capitals de l'Oest: Niort, Poitiers, Angers.

## Dades històriques
- Thouars es deia Tuda Arx (que vol dir: 'ciutat del Thouet').
- Ciutat d'origen gal·loromana, va ser destruïda per Pipí el Breu. Durant la Guerra dels Cent Anys pertànyer tant a Anglaterra com a França.
- Vescomtat, va passar a ser ducat patrimonial de la Trémoille al segle xvi.
- Durant les  Guerres de religió va ser la ciutadella del partit  Protestant. Thouars era un bastió  hugonot.
- Thouars fou ocupada durant les Guerres de Vendée.

## Administració
El municipi de Thouars forma part de la comarca dels municipis del Thouarsais i del País Thouarsais.

## Demografia

### Població
El 2007 la població de fet de Thouars era de 9.928 persones. Hi havia 5.057 famílies, de les quals 2.429 eren unipersonals (914 homes vivint sols i 1.515 dones vivint soles), 1.446 parelles sense fills, 821 parelles amb fills i 361 famílies monoparentals amb fills. La població d'habitants censats ha evolucionat segons el següent gràfic:

### Habitatges
El 2007 hi havia 5.866 habitatges, 5.124 eren l'habitatge principal de la família, 146 eren segones residències i 596 estaven desocupats. 4.023 eren cases i 1.756 eren apartaments. Dels 5.124 habitatges principals, 2.553 estaven ocupats pels seus propietaris, 2.528 estaven llogats i ocupats pels llogaters i 42 estaven cedits a títol gratuït; 259 tenien una cambra, 639 en tenien dues, 1.104 en tenien tres, 1.492 en tenien quatre i 1.631 en tenien cinc o més. 3.060 habitatges disposaven pel capbaix d'una plaça de pàrquing. A 2.866 habitatges hi havia un automòbil i a 1.158 n'hi havia dos o més.

### Piràmide de població
La piràmide de població per edats i sexe el 2009 era:
| Homes | Edats   | Dones |
| ----- | ------- | ----- |
| 0     | 95 o +  | 28    |
| 36    | 90 a 94 | 76    |
| 88    | 85 a 89 | 172   |
| 72    | 80 a 84 | 204   |
| 252   | 75 a 79 | 440   |
| 304   | 70 a 74 | 404   |
| 312   | 65 a 69 | 388   |
| 236   | 60 a 64 | 340   |
| 236   | 55 a 59 | 228   |
| 316   | 50 a 54 | 364   |
| 344   | 45 a 49 | 348   |
| 324   | 40 a 44 | 356   |
| 352   | 35 a 39 | 280   |
| 293   | 30 a 34 | 344   |
| 392   | 25 a 29 | 380   |
| 317   | 20 a 24 | 280   |
| 345   | 15 a 19 | 324   |
| 284   | 10 a 14 | 272   |
| 288   | 5 a 9   | 268   |
| 224   | 0 a 4   | 184   |

## Monuments i llocs típics
- Castell dels ducs de la Trémoille: el castell té un hivernacle i la seva pròpia capella.
- Les muralles. La ciutat té unes importants muralles dels segles  XII i  XIII i diverses torrasses.
- Torres del príncep de Gal: dipòsit de queviures per a la guarnició. Més tard convertit a la presó per als contrabandistes de sal.
- Torre Porte o dels prebost (l'armada de Gueslin va entrar a la mateixa el novembre 30 de 1372. Torre rectangular del segle xii a la qual es va afegir, al segle xiii una torre d'estil Plantagenet amb dues torretes a la base.
- Dues esglésies dels segles xv i  XII respectivament:
  - Església de Saint-Médard.
  - Església de Saint-Laon (en la qual es troba la tomba de Margarida d'Escòcia primera esposa de Lluís XI de França. Campanar del segle xii.
- Palau particular Tyndo (finals del segle xv).
- Càmping de Thouars, situat a la vora del riu Thouet.
- Molí de Crevant.

## Poblacions properes
El següent diagrama mostra les poblacions més properes.

### Rodalies de Thouars
Propers a Thouars (8 quilòmetres) es troba el castell de Oiron.
- Toarcien (en Sainte-Radegonde).
- Església de Saint-Jouin de Saint-Jouin-de-Marnes.
- Llac de Moncontour.
- Futuroscope.
- Marais Poitevin.
- Puy du Fou.

## Personalitats lligades a la ciutat
- Louis II de la Trémoille (1460-1525), general.
- Jean-Hugues Anglade (1955) actor.
- Dominique Enon (1962) Músic oboè.

## Economia
El 2007 la població en edat de treballar era de 5.808 persones, 4.107 eren actives i 1.701 eren inactives. De les 4.107 persones actives 3.591 estaven ocupades (1.920 homes i 1.671 dones) i 517 estaven aturades (242 homes i 275 dones). De les 1.701 persones inactives 606 estaven jubilades, 484 estaven estudiant i 611 estaven classificades com a «altres inactius».
Amb una taxa d'atur inferior a la mitjana nacional, el Thouarsais gaudeix d'una pròspera economia. El nombre d'interins és especialment elevat així com el dels treballadors de temporada durant el cultiu del meló. Les dues productores més importants són: Sol Dive i Rouge Gorge, que representen per si sols més del 10% de la producció nacional. La viticultura té, també, gran importància. Compta amb una trentena de camps que comprenen unes 750 hectàrees de vinyes.

### Ingressos
El 2009 a Thouars hi havia 4.984 unitats fiscals que integraven 9.644 persones, la mediana anual d'ingressos fiscals per persona era de 15.251 €.

### Activitats econòmiques
L'estructura econòmica és densa i està diversificada, les empreses es dediquen a diferents activitats. La indústria està representada pel PMI, el centre és, majoritàriament, local. El desenvolupament econòmic és, principalment, de tradició endògena. Thouars compta amb florents indústries com Asselin, Compagnie Européenne des Emballages R. Schisler, Loeul et Piriot.
Dels 628 establiments que hi havia el 2007, 13 eren d'empreses extractives, 22 d'empreses alimentàries, 2 d'empreses de fabricació de material elèctric, 1 d'una empresa de fabricació d'elements pel transport, 24 d'empreses de fabricació d'altres productes industrials, 52 d'empreses de construcció, 164 d'empreses de comerç i reparació d'automòbils, 19 d'empreses de transport, 47 d'empreses d'hostatgeria i restauració, 6 d'empreses d'informació i comunicació, 35 d'empreses financeres, 48 d'empreses immobiliàries, 74 d'empreses de serveis, 84 d'entitats de l'administració pública i 37 d'empreses classificades com a «altres activitats de serveis».
Dels 139 establiments de servei als particulars que hi havia el 2009, 1 era una comissaria de policia, 2 oficines d'administració d'Hisenda pública, 2 oficines del servei públic d'ocupació, 1 gendarmeria, 1 oficina de correu, 10 oficines bancàries, 1 funerària, 13 tallers de reparació d'automòbils i de material agrícola, 1 taller d'inspecció tècnica de vehicles, 1 establiment de lloguer de cotxes, 3 autoescoles, 2 paletes, 6 guixaires pintors, 6 fusteries, 9 lampisteries, 6 electricistes, 3 empreses de construcció, 17 perruqueries, 2 veterinaris, 4 agències de treball temporal, 27 restaurants, 14 agències immobiliàries, 3 tintoreries i 4 salons de bellesa.
Dels 81 establiments comercials que hi havia el 2009, 3 eren supermercats, 3 grans superfícies de material de bricolatge, 2 botiges de menys de 120 m², 6 fleques, 9 carnisseries, 1 una peixateria, 3 llibreries, 23 botigues de roba, 3 botigues d'equipament de la llar, 4 sabateries, 2 botigues d'electrodomèstics, 3 botigues de mobles, 4 botigues de material esportiu, 3 drogueries, 1 una perfumeria, 3 joieries i 8 floristeries.
L'any 2000 a Thouars hi havia 4 explotacions agrícoles.

## Equipaments sanitaris i escolars
El 2009 hi havia 1 hospital de tractaments de curta durada, 1 hospital de tractaments de mitja durada (seguiment i rehabilitació), 1 un hospital de tractaments de llarga durada, 3 psiquiàtrics, 1 centre d'urgències, 1 centre de salut, 7 farmàcies i 2 ambulàncies.
El 2009 hi havia 1 escola maternal i 5 escoles elementals. A Thouars hi havia 3 col·legis d'educació secundària, 2 liceus d'ensenyament general i 1 liceu tecnològic. Als col·legis d'educació secundària hi havia 1.242 alumnes, als liceus d'ensenyament general n'hi havia 754 i als liceus tecnològics 236.
Thouars disposava d'un centre de formació no universitària superior de formació sanitària.

## Esport
Si el Touarsais ha estat reconegut per la seva gran tradició associativa, l'esport és el seu màxim representant. Amb més d'un centenar de clubs compta amb més de 10.000 practicants esportius, és a dir, un de cada dos habitants, amb 6.000 llicenciats. Per tant, la comarca dels municipis del Thouarsais és, sens dubte, un dels territoris més esportius de Poitou-Charentes.

## Diversos
Distinció: Ciutat florida (quatre flors). Thouars compta amb 65 hectàrees d'espais verds i amb un equip de 34 jardiners, així com dues associacions que tenen cura de la ciutat: Terra Botànica i els Jardins Familiars.
- Distinció: Ciutat de país d'art i història.
- Distinció: Mercats de França. Mercats dels dimarts al matí i, el més important, els divendres al matí.
- Distinció: teatre escènic convencional, patrocinat pel Ministeri de Cultura i Comunicació, el teatre de Thouars gestionat per l'associació s'il vous plaît, és l'únic de Deux-Sèvres que es beneficia d'aquest reconeixement nacional. Amb una programació de gran qualitat arriba a la xifra de 20.000 espectadors a cada representació.